# موساوري (باقران)
موساوري (بالإنجليزية: Mosaveri)‏ هي مستوطنة تقع في إيران في قسم باقران الريفي. يقدر عدد سكانها بـ 41 نسمة .